# كأس العرش
كأس العرش أو كأس المغرب هي بطولة في رياضة كرة القدم تبناها الجامعة الملكية المغربية لكرة القدم وتجمع الأندية المغربية الذين يلعبون بنظام خروج المهزوم حتى يصل فريقان للمباراة النهائية. حيث أن أول موسم لهذه المسابقة كان سنة 1957، والتي عوضت بطولة كأس المغرب السابق الذي بدأ سنة 1916. وقد سماها العاهل المغربي الراحل محمد الخامس بكأس العرش ولا زالت تحمل نفس الاسم رسميا إلى الآن. أول نادي يفوز بهذه الكأس كان نادي مولودية وجدة.
منذ تأسيس الكأس كان نظام المبارة الواحدة إلا أنه تم تعديل هذا النظام إلى ذهاب وإياب.
بطل كأس العرش يتأهل بشكل مباشر إلى كأس الكاف، أما إذا كان بطل الكأس هو نفسه بطل الدوري في ذلك الموسم أو مشاركا في مسابقة دوري أبطال أفريقيا، فإن النادي الذي لعب النهائي هو الذي يعوضه في المسابقة الخارجية، ويعتبر الجيش الملكي النادي الأكثر تتويجا بلقب كأس العرش ب 12 لقبا كرقم قياسي.

## سجل الأبطال
| فريق              | بطل | سنوات البطل                                                            |
| ----------------- | --- | ---------------------------------------------------------------------- |
| الجيش الملكي      | 12  | 1959، 1971، 1984، 1985، 1986، 1999، 2003، 2004، 2007، 2008، 2009، 2020 |
| الوداد الرياضي    | 9   | 1970، 1978، 1979، 1981، 1989، 1994، 1997، 1998، 2001                   |
| الرجاء الرياضي    | 9   | 1974، 1977، 1982، 1996، 2002، 2005، 2012، 2017، 2023                   |
| الكوكب المراكشي   | 6   | 1963، 1964، 1965، 1987، 1991، 1993                                     |
| الفتح الرباطي     | 6   | 1967، 1973، 1976، 1995، 2010، 2014                                     |
| مولودية وجدة      | 4   | 1957، 1958، 1960، 1962                                                 |
| المغرب الفاسي     | 4   | 1980، 1988، 2011، 2016                                                 |
| نهضة بركان        | 3   | 2018، 2021، 2022                                                       |
| الأولمبيك الرياضي | 3   | 1983، 1990، 1992                                                       |
| أولمبيك خريبكة    | 2   | 2006، 2015                                                             |
| النادي القنيطري   | 1   | 1961                                                                   |
| النادي المكناسي   | 1   | 1966                                                                   |
| الراسينغ الرياضي  | 1   | 1968                                                                   |
| النهضة السطاتية   | 1   | 1969                                                                   |
| شباب المحمدية     | 1   | 1975                                                                   |
| مجد المدينة       | 1   | 2000                                                                   |
| الدفاع الجديدي    | 1   | 2013                                                                   |
| الاتحاد البيضاوي  | 1   | 2019                                                                   |
| أولمبيك آسفي      | 1   | 2024                                                                   |

## السجل التاريخي

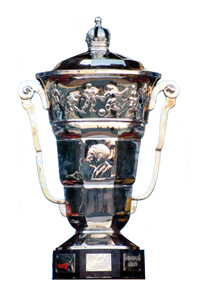
كأس العرش الفضية

جدول يظهر نتائج المباريات النهائية لمسابقة كأس العرش المغربي لكرة القدم.
| Date | البطل                 | الوصيف                | النتيجة         | المكان        |
| ---- | --------------------- | --------------------- | --------------- | ------------- |
| 1957 | مولودية وجدة          | الوداد الرياضي        | *1 - 1          | الدار البيضاء |
| 1958 | مولودية وجدة          | الوداد الرياضي        | 2 - 1           | الدار البيضاء |
| 1959 | الجيش الملكي          | مولودية وجدة          | 1 - 0           | الدار البيضاء |
| 1960 | مولودية وجدة          | الفتح الرباطي         | 1 - 0           | الدار البيضاء |
| 1961 | النادي القنيطري       | الوداد الرياضي        | 1 - 0           | الدار البيضاء |
| 1962 | مولودية وجدة          | الكوكب المراكشي       | 1 - 0           | الدار البيضاء |
| 1963 | الكوكب المراكشي       | حسنية أكادير          | 3 - 2           | الدار البيضاء |
| 1964 | الكوكب المراكشي       | الوداد الرياضي        | 3 - 2           | الدار البيضاء |
| 1965 | الكوكب المراكشي       | الرجاء الرياضي        | 3 - 1           | الدار البيضاء |
| 1966 | النادي المكناسي       | المغرب الفاسي         | 2 - 0           | الدار البيضاء |
| 1967 | الفتح الرباطي         | النهضة السطاتية       | 2 - 0           | الدار البيضاء |
| 1968 | الراسينغ الرياضي      | الرجاء الرياضي        | 1 - 0           | الدار البيضاء |
| 1969 | النهضة السطاتية       | النادي القنيطري       | 2 - 1           | الدار البيضاء |
| 1970 | الوداد الرياضي        | النهضة السطاتية       | 1 - 0           | الدار البيضاء |
| 1971 | الجيش الملكي          | المغرب الفاسي         | 1 - 1 (8-7 tab) | الدار البيضاء |
| 1972 | شباب المحمدية         | الراسينغ الرياضي      | نهائي لم يلعب   | نهائي لم يلعب |
| 1973 | الفتح الرباطي         | اتحاد الخميسات        | 3 - 1           | أكادير        |
| 1974 | الرجاء الرياضي        | المغرب الفاسي         | 1 - 0           | الدار البيضاء |
| 1975 | شباب المحمدية         | اتحاد سيدي قاسم       | 1 - 0           | الدار البيضاء |
| 1976 | الفتح الرباطي         | النادي القنيطري       | 1 - 0           | طنجة          |
| 1977 | الرجاء الرياضي        | دفاع الجديدة          | 1 - 0           | الرباط        |
| 1978 | الوداد الرياضي        | النهضة القنيطرية      | 3 - 0           | تطوان         |
| 1979 | الوداد الرياضي        | شباب المحمدية         | 2 - 1           | الدار البيضاء |
| 1980 | المغرب الفاسي         | اتحاد سيدي قاسم       | 1 - 0           | الدار البيضاء |
| 1981 | الوداد الرياضي        | النادي المكناسي       | 2 - 1           | الرباط        |
| 1982 | الرجاء الرياضي        | النهضة القنيطرية      | 3 - 2           | الدار البيضاء |
| 1983 | الأولمبيك البيضاوي    | الرجاء الرياضي        | 1 - 1 (5-4 tab) | الدار البيضاء |
| 1984 | الجيش الملكي          | النهضة القنيطرية      | 1 - 0           | الدار البيضاء |
| 1985 | الجيش الملكي          | دفاع الجديدة          | 3 - 0           | الرباط        |
| 1986 | الجيش الملكي          | دفاع الجديدة          | 3 - 1           | الدار البيضاء |
| 1987 | الكوكب المراكشي       | نهضة بركان            | 4 - 0           | الدار البيضاء |
| 1988 | المغرب الفاسي         | الجيش الملكي          | 0 - 0 (4-2 tab) | الرباط        |
| 1989 | الوداد الرياضي        | أولمبيك خريبكة        | 2 - 0           | الرباط        |
| 1990 | الأولمبيك البيضاوي    | الجيش الملكي          | 0 - 0 (4-2 tab) | الرباط        |
| 1991 | الكوكب المراكشي       | النادي القنيطري       | 1 - 0           | الرباط        |
| 1992 | الأولمبيك البيضاوي    | الرجاء الرياضي        | 1 - 0           | مراكش         |
| 1993 | الكوكب المراكشي       | المغرب الفاسي         | 1 - 0           | الرباط        |
| 1994 | الوداد الرياضي        | أولمبيك خريبكة        | 1 - 0           | الدار البيضاء |
| 1995 | الفتح الرباطي         | أولمبيك خريبكة        | 2 - 0           | الرباط        |
| 1996 | الرجاء الرياضي        | الجيش الملكي          | 1 - 0           | فاس           |
| 1997 | الوداد الرياضي        | الكوكب المراكشي       | 1 - 0           | الرباط        |
| 1998 | الوداد الرياضي        | الجيش الملكي          | 2 - 1           | الرباط        |
| 1999 | الجيش الملكي          | شباب المحمدية         | 1 - 0           | الرباط        |
| 2000 | مجد المدينة           | النهضة السطاتية       | 1 - 1 (5-4 tab) | الرباط        |
| 2001 | الوداد الرياضي        | المغرب الفاسي         | 1 - 0           | الرباط        |
| 2002 | الرجاء الرياضي        | المغرب الفاسي         | 2 - 0           | الرباط        |
| 2003 | الجيش الملكي          | الوداد الرياضي        | 1 - 0           | الرباط        |
| 2004 | الجيش الملكي          | الوداد الرياضي        | 0 - 0 (3-0 tab) | الرباط        |
| 2005 | الرجاء الرياضي        | أولمبيك خريبكة        | 0 - 0 (5-4 tab) | الرباط        |
| 2006 | أولمبيك خريبكة        | حسنية أكادير          | 1 - 0           | الرباط        |
| 2007 | الجيش الملكي          | الرشاد البرنوصي       | 1 - 1 (5-3 tab) | فاس           |
| 2008 | الجيش الملكي          | المغرب الفاسي         | 1 - 0           | الرباط        |
| 2009 | الجيش الملكي          | الفتح الرباطي         | 1 - 1 (5-4 tab) | الرباط        |
| 2010 | الفتح الرباطي         | المغرب الفاسي         | 2 - 1           | الرباط        |
| 2011 | المغرب الفاسي         | النادي المكناسي       | 1 - 0           | الرباط        |
| 2012 | الرجاء الرياضي        | الجيش الملكي          | 0 - 0 (5-4 tab) | الرباط        |
| 2013 | الدفاع الحسني الجديدي | الرجاء الرياضي        | 0 - 0 (5-4 tab) | الرباط        |
| 2014 | الفتح الرباطي         | نهضة بركان            | 2 - 0           | الرباط        |
| 2015 | أولمبيك خريبكة        | الفتح الرباطي         | 0 - 0 (4-1 tab) | طنجة          |
| 2016 | المغرب الفاسي         | أولمبيك آسفي          | 2 - 1           | العيون        |
| 2017 | الرجاء الرياضي        | الدفاع الحسني الجديدي | 1 - 1 (3-1 tab) | الرباط        |
| 2018 | نهضة بركان            | وداد فاس              | 2 - 2 (2-3 tab) | الرباط        |
| 2019 | الاتحاد البيضاوي      | حسنية أكادير          | 2 - 1           | وجدة          |
| 2020 | الجيش الملكي          | المغرب التطواني       | 3 - 0           | أكادير        |
| 2021 | نهضة بركان            | الوداد الرياضي        | 0 - 0 (2-3 tab) | الرباط        |
| 2022 | نهضة بركان            | الرجاء الرياضي        | 1 - 0           | الرباط        |
| 2023 | الرجاء الرياضي        | الجيش الملكي          | 2 - 1           | أكادير        |
| 2024 | أولمبيك آسفي          | نهضة بركان            | 1 - 1 (5-6 tab) | فاس           |

## أرقام من كأس العرش
- نادي الجيش الملكي لعب 17 نهائي، إضافة إلى فوزه ب 12 لقب كرقم قياسي. فاز بلقبه الأول سنة 1959 وهو بالقسم الثاني أي سنة بعد تأسيسه، ويبقى الزعيم هو النادي الأكثر تتويجا باللقب، وهو النادي الوحيد الذي حظي بشرف الاحتفاظ بكأسين للعرش بخزانته لفوزه باللقب 3 مرات متتالية وفي مناسبتين، الأولى سنوات 1984 و1985 و1986 والثانية سنوات 2007 و2008 و2009 .
- أعلى حصة في مباراة النهائي هي التي فاز بها نادي الكوكب المراكشي على نادي النهضة البركانية سنة 1987 (4-0)، وثاني أعلى حصة سنة 1985 بين نادي الجيش الملكي والدفاع الحسني الجديدي (3-0)، وأيضا سنة 1986 بين نادي الجيش الملكي والدفاع الحسني الجديدي (3ـ1). وهناك نتائج أخرى كبيرة سنة 1964 بين الكوكب المراكشي والوداد البيضاوي (3ـ2)، سنة 1963 بين الكوكب المراكشي ونادي حسنية أكادير (3ـ2)، سنة 1973 نادي الفتح الرياضي ـ نادي اتحاد الخميسات (3ـ2) .
- نهائي لم يلعب هو النهائي الذي كان سنة 1972 بفعل الأحداث السياسية التي عرفها المغرب آنذاك، وتأهل لخوض تلك المباراة كل من شباب المحمدية ونادي الجمارك.
- أكبر هداف للنهائي هو اللاعب عبد الخالق مهاجم فريق الوداد البيضاوي الذي سجل ثلاثية سنة 1978 في مرمى نادي النهضة القنيطرية، كأول لاعب يبلغ هذا الإنجاز في اللقاء الذي فاز به الوداد البيضاوي (3ـ0).
- نهايات حسمتها الضربات الترجيحية:

13 مباراة من أصل 60 مباراة نهائية انتهت متعادلة في كل أشواطها، وفرضت إجراء الضربات الترجيحية، علما أن أول مباراة حسمتها الضربات الترجيحية كانت سنة 1971 بين الجيش الملكي والمغرب الفاسي بحيث انتهت المباراة بالتعادل (1-1) ليحقق الجيش الملكي اللقب بعد الفوز بضربات الترجيح (8-7).
- أندية حققت الثلاثيات:

قانون المسابقة يقتضي أن يحتفظ الفريق الذي يفوز بالكأس ثلاث مرات متتالية بالكأس التحفة نهائيا، ويعد فريق الجيش الملكي هو الوحيد الذي حظي بشرف الاحتفاظ بكأسين للعرش الأولى بعد فوزه بثلاث كؤوس متتالية في كل من سنة 1984على نادي النهضة القنيطرية (1ـ0) وسنة 1985 على الدفاع الحسني الجديدي (3ـ0) وسنة 1986 على نفس الفريق (3ـ1)، والكأس الثانية بعد فوزه في كل من سنة 2007 على الرشاد البرنوصي بضربات الترجيح (5-3) بعد انتهاء المباراة بالتعادل (1-1) وسنة 2008 بعد فوزه على المغرب الفاسي (1-0) وسنة 2009 بعد فوزه على الفتح الرباطي بضربات الترجيح (5-4) بعد تعادل الفريقين (1-1).
وكان أول فريق حظي بهدا الشرف هو فريق الكوكب المراكشي سنة 1963 بعد فوزه على حسنية أكادير (3ـ2) وسنة 1964 بعد فوزه على الوداد البيضاوي بنفس الحصة (3ـ2) وسنة 1965 بعد فوزه على الرجاء البيضاوي (3ـ1).
- أندية من الدرجة الثانية فازت بالكأس:

أول فريق ينتمي إلى الدرجة الثانية تمكّن من الفوز بالكأس هو الجيش الملكي موسم 1958-59 أي سنة بعد تأسيسه وقبل صعوده إلى الدرجة الأولى، وكان هدف الفوز الوحيد من تسجيل المهاجم الحسين الزموري برأسية في الدقيقة 18 أمام مولودية وجدة.
ثاني نادي حقق نفس الإنجاز هو جمعية الحليب الذي فاز على الرجاء البيضاوي سنة 1983 بضربات الجزاء (5-4) بعد التعادل قي الوقت الاصلي بنتيجة 1-1.
ثم فريق مجد المدينة المغمور بعد فوزه على نهضة سطات (2ـ1) في نهائي سنة 2000، وكان سنتها قد صعد من قسم الهواة إلى الدرجة الثانية.
كما توِّج فريق المغرب الفاسي سنة 2016 باللقب الرابع له، وهو في الدرجة الثانية على حساب فريق الدرجة الأولى أولمبيك آسفي بنتيجة 2-1 في نهائي مثير أجري لأول مرة بمدينة العيون المغربية.
وأخيرا فاز نادي الاتحاد البيضاوي بأول لقب له سنة 2019 عندما تفوّق على حسنية أكادير بمدينة وجدة بحصة 2-1.
- أندية حققت الفوز في سنة النزول للدرجة الثانية:

حدث هذا مع النادي المكناسي الذي فاز على المغرب الفاسي (2ـ0) سنة 1966 وكان في طريقه إلى الدرجة الثانية، والفريق الثاني هو الفتح الرباطي الذي فاز على أولمبيك خريبكة (2ـ0) وفي نفس الوقت ودّع الدرجة الأولى وكان ذلك سنة 1995.
- أندية حققت الفوز في سنة الصعود:

حققه نادي الجيش الملكي الذي تفوق على المولودية الوجدية، وكان ذلك سنة 1959، في نهائي شهد فوز الزعيم بهدف دون رد من توقيع الحسين الزموري.

## وصلات خارجية
- الموقع الرسمي للجامعة الملكية المغربية لكرة القدم
- RSSSF competition history